# رمز الخطأ
في برمجة الحاسوب، رمز الإرجاع أو رمز الخطأ هو رمز رقمي أو أبجدي رقمي يستخدم لتحديد طبيعة الخطأ وسبب حدوثه. كما أنها توجد بشكل شائع في الإلكترونيات والأجهزة الاستهلاكية عندما تحاول القيام بشيء لا يمكنها فعله (على سبيل المثال، القسمة على صفر) أو تفشل في القيام به ويمكن تمريرها إلى معالجات الأخطاء التي تحدد الإجراء الذي يجب اتخاذه.

## في المنتجات الاستهلاكية

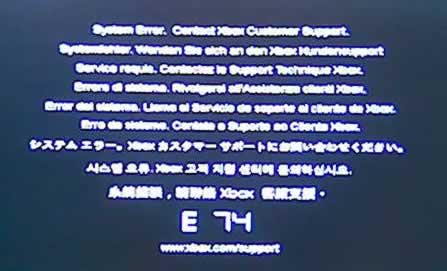

يمكن أيضًا استخدام رموز الخطأ لتحديد خطأ معين، لتبسيط البحث في السبب وكيفية إصلاحه. يستخدم هذا بشكل شائع في المنتجات الاستهلاكية عندما يحدث خطأ ما، مثل سبب الشاشة الزرقاء للاستثناء، لتسهيل تحديد المشكلة الدقيقة التي يواجهها المنتج.
لا يوجد شكل محدد لرمز الخطأ. تستخدم بعض الأنماط أرقامًا عشرية أو سداسية عشرية، والبعض الآخر يستخدم رموزًا أبجدية رقمية وبعضها يستخدم عبارة تصف الخطأ.

## روابط خارجية
- Lists of Linux errno values, both numeric and symbolic
- Microsoft system error codes
- Microsoft Device Manager error codes